# Championnat d'Océanie de football des moins de 20 ans 2002
Navigation
Nouvelle-Céldonie/Îles Cook 2001 Îles Salomon 2005
Le championnat d'Océanie de football des moins de 20 ans 2002 est la quatorzième édition du championnat de l'OFC des moins de 20 ans qui a eu lieu à Vanuatu et aux Fidji du 7 au 23 décembre 2002. L'équipe d'Australie, titrée il y a 2 ans, remet son titre en jeu. Le vainqueur se qualifie pour la prochaine Coupe du monde des moins de 20 ans, qui aura lieu aux Émirats arabes unis en 2003. 
Huit équipes prennent part à la compétition. Cette édition est marquée par un grand nombre de forfait de dernière minute (Îles Salomon, Tahiti, Samoa américaines puis les Îles Cook).

## Équipes participantes
- Vanuatu - Coorganisateur
- Fidji - Coorganisateur
- Australie - Tenante du titre
- Nouvelle-Zélande
- Papouasie-Nouvelle-Guinée
- Samoa
- Tonga
- Nouvelle-Calédonie

## Résultats
Les 8 équipes participantes sont réparties en 2 poules. Du fait des forfaits de dernière minute, il y a une poule de 5 équipes et une poule de 3 seulement. Au sein de la poule, chaque équipe rencontre ses adversaires une fois. À l'issue des rencontres, le premier de chaque groupe se qualifie pour la finale de la compétition, disputée en matchs aller et retour. 

### Groupe A
- Les rencontres sont disputées à Port Vila, à Vanuatu.

|   | Équipe                    | Pts | J | G | N | P | BP | BC | Diff |
| - | ------------------------- | --- | - | - | - | - | -- | -- | ---- |
| 1 | Australie                 | 6   | 2 | 2 | 0 | 0 | 8  | 0  | +8   |
| 2 | Vanuatu                   | 1   | 2 | 0 | 1 | 1 | 2  | 4  | -2   |
| 3 | Papouasie-Nouvelle-Guinée | 1   | 2 | 0 | 1 | 1 | 2  | 8  | -6   |

| 7 décembre 2002  | Australie | 2 | 0 | Vanuatu                   |
| 9 décembre 2002  | Australie | 6 | 0 | Papouasie-Nouvelle-Guinée |
| 11 décembre 2002 | Vanuatu   | 2 | 2 | Papouasie-Nouvelle-Guinée |

### Groupe 2
- Les rencontres sont disputées à Ba, dans les Îles Fidji.

|   | Équipe             | Pts | J | G | N | P | BP | BC | Diff |
| - | ------------------ | --- | - | - | - | - | -- | -- | ---- |
| 1 | Fidji              | 12  | 4 | 4 | 0 | 0 | 14 | 1  | +13  |
| 2 | Nouvelle-Zélande   | 9   | 4 | 3 | 0 | 1 | 17 | 2  | +15  |
| 3 | Nouvelle-Calédonie | 6   | 4 | 2 | 0 | 2 | 12 | 10 | +2   |
| 4 | Samoa              | 3   | 4 | 1 | 0 | 3 | 6  | 12 | -6   |
| 5 | Tonga              | 0   | 4 | 0 | 0 | 4 | 4  | 28 | -24  |

| 8 décembre 2002  | Fidji              | 8 | 1 | Tonga              |
|                  | Nouvelle-Zélande   | 8 | 0 | Nouvelle-Calédonie |
| 10 décembre 2002 | Nouvelle-Zélande   | 2 | 1 | Samoa              |
|                  | Fidji              | 1 | 0 | Nouvelle-Calédonie |
| 12 décembre 2002 | Nouvelle-Calédonie | 4 | 0 | Samoa              |
|                  | Nouvelle-Zélande   | 7 | 0 | Tonga              |
| 14 décembre 2002 | Fidji              | 1 | 0 | Nouvelle-Zélande   |
|                  | Samoa              | 5 | 2 | Tonga              |
| 16 décembre 2002 | Nouvelle-Calédonie | 8 | 1 | Tonga              |
|                  | Fidji              | 4 | 0 | Samoa              |

### Finale
| 21 décembre 2002 | Australie | 11 - 0 | Fidji |  |  |
|                  |           |        |       |  |  |

| 23 décembre 2002 | Fidji | 0 - 4 | Australie |  |  |
|                  |       |       |           |  |  |

- L'Australie se qualifie (score cumulé 15-0) pour la prochaine Coupe du monde des moins de 20 ans.

## Sources et liens externes
- (en) Feuilles de matchs et infos sur RSSSF